# 大薦福寺

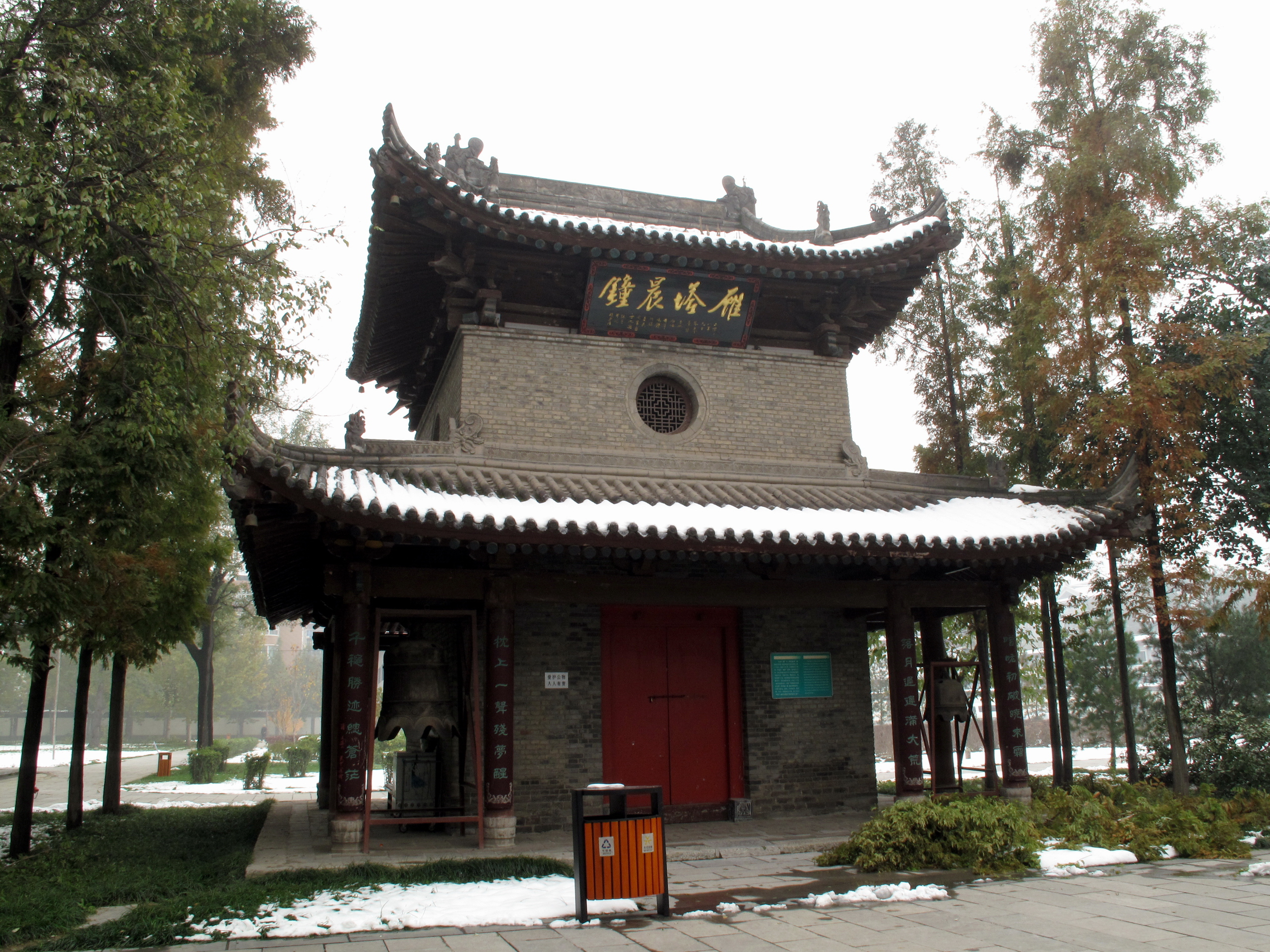
鐘楼

大薦福寺（だいせんふくじ）は、中国陝西省の古都、西安市南郊外碑林区にある仏教寺院。その故地は、唐の長安城においては、左街で朱雀大街に臨む開化坊と安仁坊の2坊に相当する。

## 概要
684年（文明元年）、高宗の追善のために武則天が建立した大献福寺がその始まりである。そこは隋代には煬帝の晋王時代の邸宅があった故地であった。
690年（天授元年）に現在の寺名に改められた。その規模は開化坊の南半分を占め、小雁塔のある南隣の安仁坊にも及んでいた。公度僧は200名を擁していたという。
706年（神龍2年）、翻経院が設置され、景龍中には小雁塔が建立された（小雁塔の項を参照）。翻経院では義浄三蔵が仏典の漢訳に当たり、合計20部の経典を当院にて翻訳している。
708年（景龍2年）、観音菩薩の化身として尊崇されていた泗州大聖僧伽が、中宗により当寺に迎えられた。
712年（先天元年）、華厳宗の第3祖である法蔵が当寺で没している。当寺は華厳宗との関係が深く、雲花寺と共に長安における華厳教学の聖地とされ、小雁塔は華厳塔とも呼ばれた。
玄宗時期には、密教を中国に伝えた金剛智三蔵が730年（開元18年）から741年（開元29年）の約8年間、当寺に住し、大曼荼羅灌頂道場を建立し、また密教経典を漢訳した。
845年（会昌5年）、武宗により会昌の廃仏の時には、大慈恩寺・西明寺・大荘厳寺と共に廃寺を免れた。
その後も廃寺の危機を乗り越えた大薦福寺だが、中華民国時期についに廃寺となり、軍関係の倉庫として使用されたが、中華人民共和国成立後管理する者が一時いなくなり、堂内に残っていたものはすべて住民に持ち去られたとされる。1966年からの文化大革命の時期は中国人民解放軍が接収したが、これは紅衛兵による建物の破壊を逆に防ぐことになった。